# Ратушні повинності
Ратушні повинності — примусові натуральні та грошові збори, виконання різноманітних робіт податним населенням України 14–19 ст. на користь або вимогу урядників ратуш. Щорічний «оклад» продовольством і грошима не був сталим, у різних містах і селищах мав свою специфіку. Приблизно до середини 16 ст. ратушні, як і магістратські, посполиті сплачували головним чином чинш, потім до нього додалися значні натуральні побори, а з 17 ст. — різного типу «роботизни». Проте простежувалася тенденція поступової заміни натуральних Р.п. грошовими сплатами. Вони використовувалися головним чином на утримання адміністрації і війська, частково йшли на потреби міст, зосереджувалися в державній казні, а також через систематичні зловживання збагачували місцевих урядовців. До Р.п. входили будівельні роботи як у містах, так і за їх межами. Р.п. мали багато спільного з повинностями посполитих, які виконувалися на користь магістратів.